# Židovský hřbitov v Telči
Židovský hřbitov v Telči, založený v roce 1879, leží na jihovýchodním okraji města nedaleko Staroměstského rybníka. Přístup k němu vede kolem jižního břehu rybníka přes železniční trať u zastávky Telč - Staré Město.
V jihozápadním rohu areálu stojí obřadní síň využitá jako modlitebna církve adventistů sedmého dne. Ve farním kostele sv. Jakuba jsou umístěny desky se jmény obětí nacistické perzekuce.
V Telči se nachází také synagoga.